# PlanetQuest
PlanetQuest es un proyecto de computación distribuida para la búsqueda de nuevos planetas y clasificación de las estrellas. El proyecto utiliza como fuente las imágenes obtenidas de la observación desde la tierra.

## Proyecto
El proyecto está aún en desarrollo, pero se sabe que utilizara la plataforma BOINC. Para la búsqueda, se utiliza un algoritmo llamado Transit Detection Algorithm (TDA), un método para medir la luz. Este algoritmo puede detectar nuevos planetas usando la información óptica de los telescopios terrestres. El TDA también ha sido adaptado recientemente para ser usado por la misión Kepler de la NASA.